# ドン・キホーテ中目黒本店
ドン・キホーテ中目黒本店（どん・きほーてなかめぐろほんてん）は、東京都目黒区青葉台にあるドン・キホーテが運営する商業施設である。

## 概要
2009年（平成21年）9月11日に旧イエローハットの本社跡地に開業。それまでのドン・キホーテ葛西店から本店を移転した。2011年（平成23年）6月24日には大阪市の梅田エリアにドン・キホーテ梅田本店が開業し、東西で本店を分割することとなった。
また同店舗は以下のグループ会社の本社が置かれている。
- 株式会社ドン・キホーテ[3]
- UDリテール株式会社
- 株式会社長崎屋
- 株式会社パン・パシフィック・インターナショナル・トレーディング
- 株式会社富士屋商事
- 株式会社パン・パシフィックコマース
- 株式会社オペレーションシェアードサービス
- 株式会社ディワン
- 株式会社パン・パシフィック・インターナショナルフィナンシャルサービス

## 沿革
- 2009年（平成21年）9月11日 - 旧イエローハットの本社跡地に開業。
- 2011年（平成23年）6月24日 - 大阪市・梅田エリアにドン・キホーテ梅田本店が開業し、本店機能を東西で分割する。

## 周辺
- 菅刈公園
- 西郷山公園
- 中目黒ゲートタウン
- ナカメアルカス
- 目黒銀座商店街
- 東急ストア本社

## 交通
- 東急東横線・東京メトロ日比谷線「中目黒駅」より徒歩で約10分。
- 東名高速道路「池尻出入口」より車で約5分。